# Alfred Frederick Rickman
Alfred Frederick Rickman, född 17 januari 1902 i Wimbledon, London, död 1985 i Tunbridge Wells, Kent, var en brittisk agent för SOE som var verksam i Sverige under andra världskriget. Alfred Rickman och hans svenska sekreterare och fästmö Elsa Nanna Johansson var inblandade i och dömdes i största hemlighet för sabotageplaner rörande hamnen i Oxelösund.
Alfred Rickman hade bott i Australien och Kanada innan han återvände till Storbritannien 1933 för att bli business manager för Jack Hylton Band. Han hade givit upp detta för att upprätta importverksamheten Dentalmaterial AB i Sverige och bosatte sig i Stockholm 1938.

## Gripande
Efter ett tips till Statspolisen greps den 19 april 1940 Rickman, hans svenska fästmö, britten Ernest Biggs och tyska socialisten Arno Behrisch samt ytterligare 26 andra personer. Polisen gjorde husrannsakan i Rickmans bostad på Smedsbacksgatan på Gärdet, där man fann 53,6 kilo sprängmedel, stubin och tändhattar som kom från den brittiska ambassaden. De hade med bil överförts till Rickmans 1937 Plymouth och i första omgång transporterats till en lada i Danderyd. Man gjorde även husrannsakan på Rickmans kontor på Näckströmsgatan och ett källarförråd på Grevgatan, där man fann ytterligare 57,3 kilo sprängmedel, åtta minor och 320 magnesiumbrandbomber. 
Rickman var ledare för Rickmanligan på uppdrag av brittiska Secret Intelligence Service, Section D. Ligan skulle genomföra Operation Strike Ox och hade därför rekognoserat och spionerat i Oxelösunds hamn och planen var att spränga två lyftkranar för att sabotera den svenska malmexporten till Tyskland från denna hamn. Den brittiska militärattachén i Stockholm, överste Reginald Sutton-Pratt, hade redan före arresteringen meddelat att attentatet inte skulle verkställas eftersom planerna kommit till tysk kännedom och tyskarna informerat Gustaf V som enligt uppgift skulle ha bett sin engelske kollega Georg VI att avstyra det hela. Den svenske kungens ingripande har inte verifierats. Paret fick permission från häktet för att köpa ringar och förlova sig. Den 29 juni 1940 dömde Stockholms rådhusrätt Rickman till åtta års straffarbete.

## Benådning
Vid konselj på Stockholms Slott fredagen den 25 februari 1944 benådades Rickman. Samtidigt benådades den ryske agenten Sidorenko, mannen avtjänade ett långt fängelsestraff. Paret Sidorenko lämnade Sverige 27 februari 1944, med destination Skottland. (Bägge benådningarna har av konspirationsteoretiker kopplats samman med det katastrofala Sovjetiska flyganfallet mot Helsingfors den 22 februari 1944 som också träffade Strängnäs och Stockholm.) Deras vidare öde är okänt. Rickman utvisas till Storbritannien och flögs från Bromma flygplats mot Skottland med G-AGFX med flygkapten Jude som befälhavare den 14 mars 1944 kl 19.30. I Storbritannien väntade Johansson som redan rest dit efter att ha avtjänat sitt tvååriga straff, varefter de två så småningom gifte sig 1957 i London (distrikt Westminster).